# Agrupación Espacio
La Agrupación Espacio fue un colectivo de arquitectos y artistas peruanos activo durante la década de 1940 y 1950. Fue fundado por Luis Miró Quesada Garland junto a artistas y un grupo de estudiantes de la Escuela de Ingenieros (hoy Universidad Nacional de Ingeniería).

## Historia
La génesis de la Agrupación Espacio se encuentra en la publicación del libro Espacio en el tiempo de Luis Miró Quesada Garland en 1945. En aquel libro, Miró Quesada plasma su idea de introducir las ideas del estilo internacional en la arquitectura peruana influenciado por las ideas de Le Corbusier. En 1947, Miró Quesada, Fernando de Szyszlo, Sebastián Salazar Bondy, Jorge Eduardo Eielson, Javier Sologuren y un grupo de estudiantes de la Escuela de Ingenieros entre los que se encontraban Adolfo Córdova, José Polar y Carlos Williams firmaron un manifiesto en el que proclamaron dar al "hombre nuevo su nueva residencia. La residencia funcional, auténtica, fórmula de los postulados esenciales de la época, libre de todo estilo y anécdota accesoria", siendo publicado dicho manifiesto en El Comercio y, semanas después, en la revista El arquitecto peruano. Los firmantes apelaban al trabajo de Le Corbusier, Walter Gropius, Ludwig Mies van der Rohe, Oscar Niemeyer, Frank Lloyd Wright, Richard Neutra, entre otros. A partir de entonces, los integrantes de la Agrupación Espacio empezaron a organizar reuniones y debates a través de las páginas de El Comercio, promovieron premios de arquitectura, se involucraron en proyectos públicos del Estado peruano logrando influenciar con sus postulados el discurso de los gobiernos de Manuel Prado Ugarteche y Fernando Belaunde Terry y ejercieron como docentes en el Departamento de Arquitectura de la Escuela de Ingenieros. A mediados de la década de 1950, la Agrupación Espacio se fue disolviendo al considerarse que los postulados del estilo internacional se había instalado en el Perú.